# Hyposmocoma mokumana
Hyposmocoma mokumana — вид молі. Ендемік гавайського роду Hyposmocoma.

## Поширення
Зустрічається на острові Некер архіпелагу Підвітряних Гавайських островів, на Аннексейшн-Хілл.

## Опис

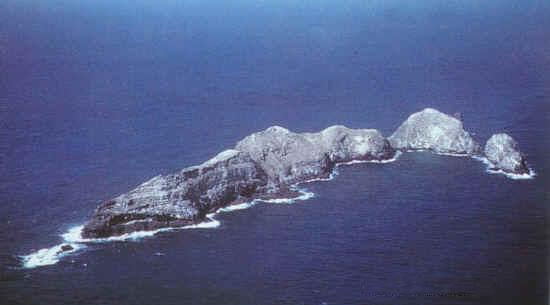
Безлюдний острів Некер, де була виявлена H. mokumana.

Дорослі молі мають розмах крил 11,4—14,3 мм.

### Личинкова стадія
Личинки плетуть кокон. Кокон гусениці — коричневого кольору, гладкий, сплюсненої циліндричної форми, довжиною 7,4—8,9 мм, мешкають в листі Сесбанії (Sesbania).